# Neoscona scylla
Neoscona scylla là một loài nhện trong họ Araneidae.
Loài này thuộc chi Neoscona. Neoscona scylla được Ferdinand Karsch miêu tả năm 1879.

## Hình ảnh

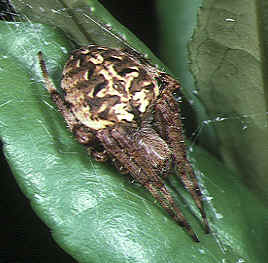
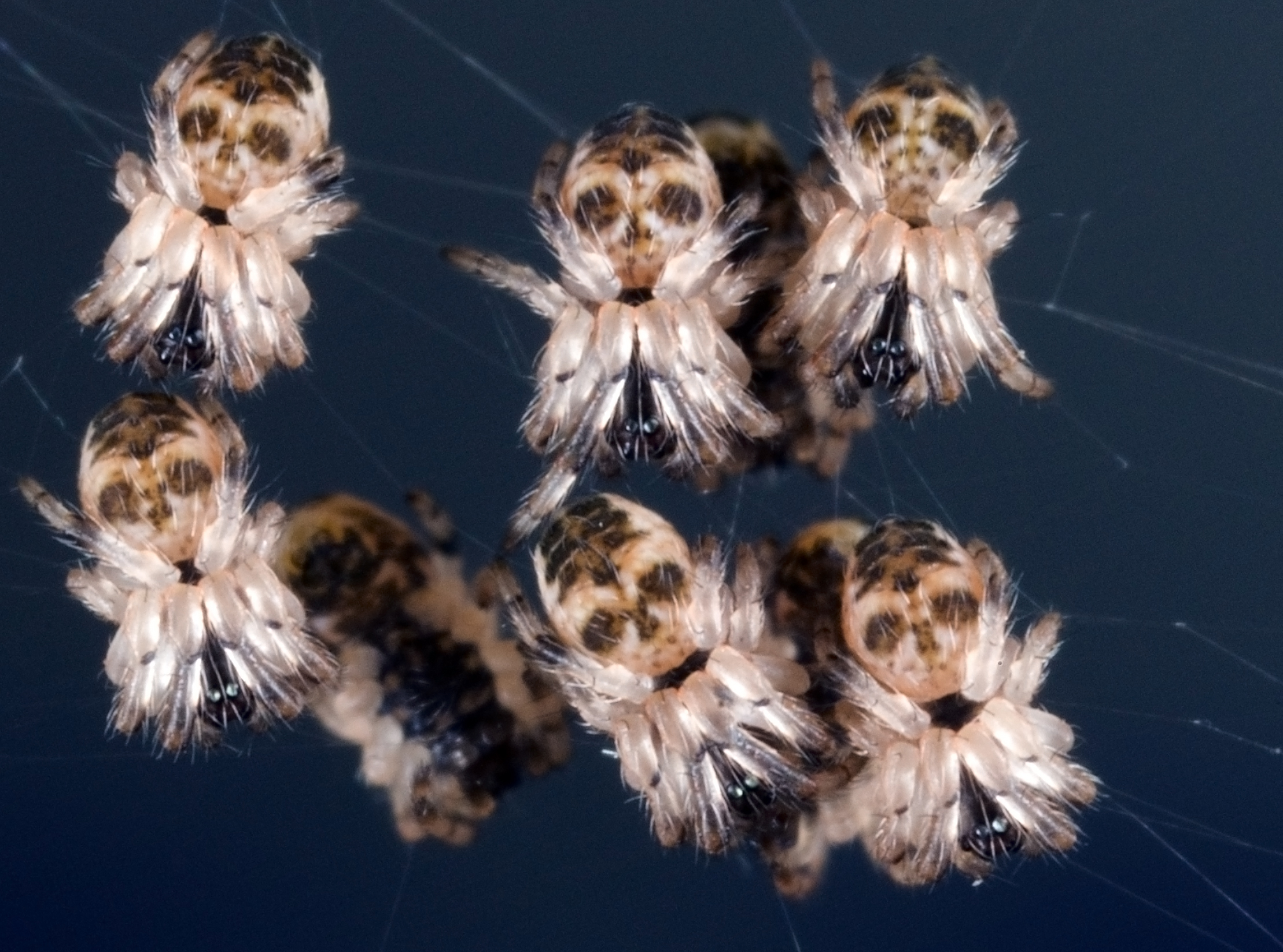
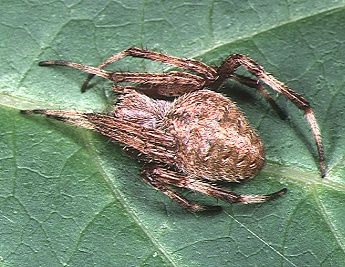
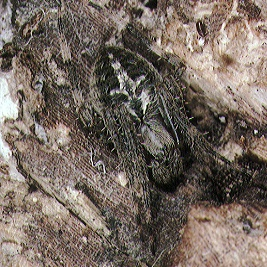